# Верді (Невада)
Верді (англ. Verdi) — переписна місцевість (CDP) в США, в окрузі Вошо штату Невада. Населення — 1396 осіб (2020).

## Географія
Верді розташоване за координатами 39°31′17″ пн. ш. 119°59′2″ зх. д. / 39.52139° пн. ш. 119.98389° зх. д. (39.521437, -119.983895).  За даними Бюро перепису населення США в 2010 році переписна місцевість мала площу 9,03 км², з яких 8,73 км² — суходіл та 0,30 км² — водойми.

## Демографія
Згідно з переписом 2010 року, у переписній місцевості мешкало 1415 осіб у 641 домогосподарстві у складі 422 родин. Густота населення становила 157 осіб/км².  Було 686 помешкань (76/км²).
Расовий склад населення:
| - 95,5 % — білих - 0,9 % — азіатів - 0,8 % — вихідців з тихоокеанських островів - 0,4 % — корінних американців - 0,2 % — чорних або афроамериканців |

До двох чи більше рас належало 1,6 %. Частка іспаномовних становила 4,6 % від усіх жителів.
За віковим діапазоном населення розподілялося таким чином: 14,4 % — особи молодші 18 років, 65,7 % — особи у віці 18—64 років, 19,9 % — особи у віці 65 років та старші. Медіана віку мешканця становила 52,2 року. На 100 осіб жіночої статі у переписній місцевості припадало 106,3 чоловіків;  на 100 жінок у віці від 18 років та старших — 106,3 чоловіків також старших 18 років.
Середній дохід на одне домашнє господарство  становив 172 024 долари США (медіана — 66 429), а середній дохід на одну сім'ю — 220 240 доларів (медіана — 102 643). За межею бідності перебувало 6,2 % осіб, у тому числі 0,0 % дітей у віці до 18 років та 0,0 % осіб у віці 65 років та старших.
Цивільне працевлаштоване населення становило 815 осіб. Основні галузі зайнятості: науковці, спеціалісти, менеджери — 21,5 %, мистецтво, розваги та відпочинок — 19,4 %, освіта, охорона здоров'я та соціальна допомога — 15,8 %.